# Khalid Belaied Abumdas
Khalid Belaied Abumdas (auch: Khaled …; * 20. Januar 1987) ist ein libyscher Snookerspieler. Zur Saison 2013/14 schaffte er als erster Libyer die Qualifikation für die Snooker Main Tour, doch nach zwei Saisons verlor er aufgrund anhaltender Erfolglosigkeit diesen Status.

## Karriere

### Als Amateur
Abumdas nahm während seiner Amateurzeit regelmäßig an der ABSF Snookerafrikameisterschaft und der IBSF-Snookerweltmeisterschaft teil. Direkt in seinem ersten Turnier, der Snookerafrikameisterschaft 2008, gelang ihm der Einzug ins Viertelfinale, wo er gegen Mohammed el Haimy aus Ägypten ausschied. Im selben Jahr nahm er zum ersten Mal an einer Amateurweltmeisterschaft teil, doch er schied in der Gruppenphase mit zwei Siegen und fünf Niederlagen (unter anderem gegen Patrick Einsle und Glen Wilkinson) aus. Auch bei der Amateurweltmeisterschaft 2009 schied er in der Gruppenphase mit einem Sieg und drei Niederlagen aus.
Im folgenden Jahr nahm Abumdas wieder an der Afrikameisterschaft teil, wo er nach überstandener Gruppenphase in der ersten Hauptrunde gegen Hatem Yaseen verlor. 2012 verlor er in derselben Runde mit 2:4 gegen Mike Hines. Im selben Jahr schied er wieder in der Gruppenphase einer Amateurweltmeisterschaft aus. Bei der Afrikameisterschaft 2013 gelang ihm dann der Einzug ins Finale, wo er auf den Ex-Profi Peter Francisco traf. Auch wenn er mit 2:6 verlor, bekam er aufgrund Franciscos Verzicht die Startberechtigung für die Main Tour.

### Main Tour
Abumdas' erste Main-Tour-Saison begann aufgrund Problemen mit seinem Visum verspätet im November 2013. Er nahm an fünf Main-Tour-Turnieren (German Masters, Welsh Open, World Open, China Open und der Weltmeisterschaft) teil, kam dabei jedoch nie über die erste Qualifikationsrunde hinaus. In diesen fünf Spielen entschied er nur fünf Frames für sich, zweimal verlor er sogar zu null. Sein bestes Ergebnis war eine 2:5-Niederlage gegen Ryan Day während der Qualifikation zu den China Open 2014. Somit beendete er seine erste Saison als letzter der aktiven Spieler auf Platz 131 der Snookerweltrangliste.
In seiner zweiten Saison nahm Abumdas an keinem Turnier teil und verlor somit seinen Main-Tour-Status zum Ende der Saison 2014/15.

## Erfolge
- 2008: ABSF Snookerafrikameisterschaft (Viertelfinale)
- 2013: ABSF Snookerafrikameisterschaft (Finale)